# Рундінг
Рундінг (нім. Runding) — громада в Німеччині, розташована в землі Баварія. Підпорядковується адміністративному округу Верхній Пфальц. Входить до складу району Кам. 
Площа — 20,95 км2. Населення становить 2303 ос. (станом на 31 грудня 2020).